# Dimităr Pesjev
Dimităr Pesjev, född 25 juni 1894 i Kjustendil, död 25 februari 1973 i Sofia, var en bulgarisk politiker. Under andra världskriget, då han var vice talman i det bulgariska parlamentet, motsatte han sig deportationerna av bulgariska judar till de nazistiska förintelselägren. Yad Vashem har givit honom titeln Rättfärdig bland folken.

### Webbkällor
- ”Dimitar Peshev’s Biography” (på engelska). The International Raoul Wallenberg Foundation. Arkiverad från originalet den 16 juni 2013. https://www.webcitation.org/6HPtb2jNU?url=http://www.raoulwallenberg.net/saviors/diplomats/peshev/dimitar-peshev-s-biography/. Läst 16 juni 2013.